# 비전도서관
평택시립도서관은 경기도 평택시 비전동 소재의 시립 도서관이다.

## 연혁
- 1992년 2월 19일 기공
- 1992년 9월 9일 준공
- 1992년 10월 7일 평택시립도서관 설치조례 공포
- 1992년 10월 31일 개관
- 1994년 7월 관외 대출 실시
- 1995년 9월 글사장(주부), 바리모듬(고등학생) 독서모임
- 1996년 4월 옹달샘같은생각(중학생) 독서모임
- 1996년 4월 1일 시,군 도서관 통합(시립본관&팽성도서관)
- 1996년 5월 시청각실 조성
- 1998년 1월 제1회 청소년문화제(청소년독서모임)개최
- 1998년 6월 도서관 소식지 창간
- 1998년 12월 주부, 청소년 등 독서모임 문집 발간
- 1999년 3월 도서관 배움터(성인, 어린이)신설
- 2002년 6월~07월 도서관3층 증축(2001년 9월 착공)완공. 종합자료실 확충, 어린이실, 디지털자료실 신설, 강의실, 시청각실 이전, 장애인 엘리베이터 설치.
- 2005년 2월 제1회 경기도도서관평가 우수상 수상
- 2006년 2월 제2회 경기도도서관평가 우수상 수상
- 2007년 8월 20일 도서관 리모델링 완공
- 2008년 1월 평택시범시민독서운동(책하나되는평택)
- 2009년 1월 야간자료실 연장 개방(종합자료실, 열람실)
- 2009년 4월 인문학 다시보기 강좌 신설
- 2011년 2월 2010년 경기도도서관 평가 장려상 수상(지역사랑방 부문)

## 이용 안내
이용 시간
- 자유열람실: 매일 08:00 ~ 24:00
- 일반자료실: 평일 09:00 ~ 22:00 / 주말 09:00 ~ 18:00
- 아동자료실: 매일 09:00 ~ 18:00
- 디지털자료실: 월요일 13:00 ~ 18:00 / 화~금 09:00 ~ 18:00 / 주말 09:00 ~ 18:00

휴관일
- 매월 둘째, 넷째 월요일
- 일요일을 제외한 법정공휴일(단, 일요일과 공휴일이 겹칠시에는 휴관함)
- 기타 관장이 부득이하게 필요하다고 인정하는 날